# Borovianka

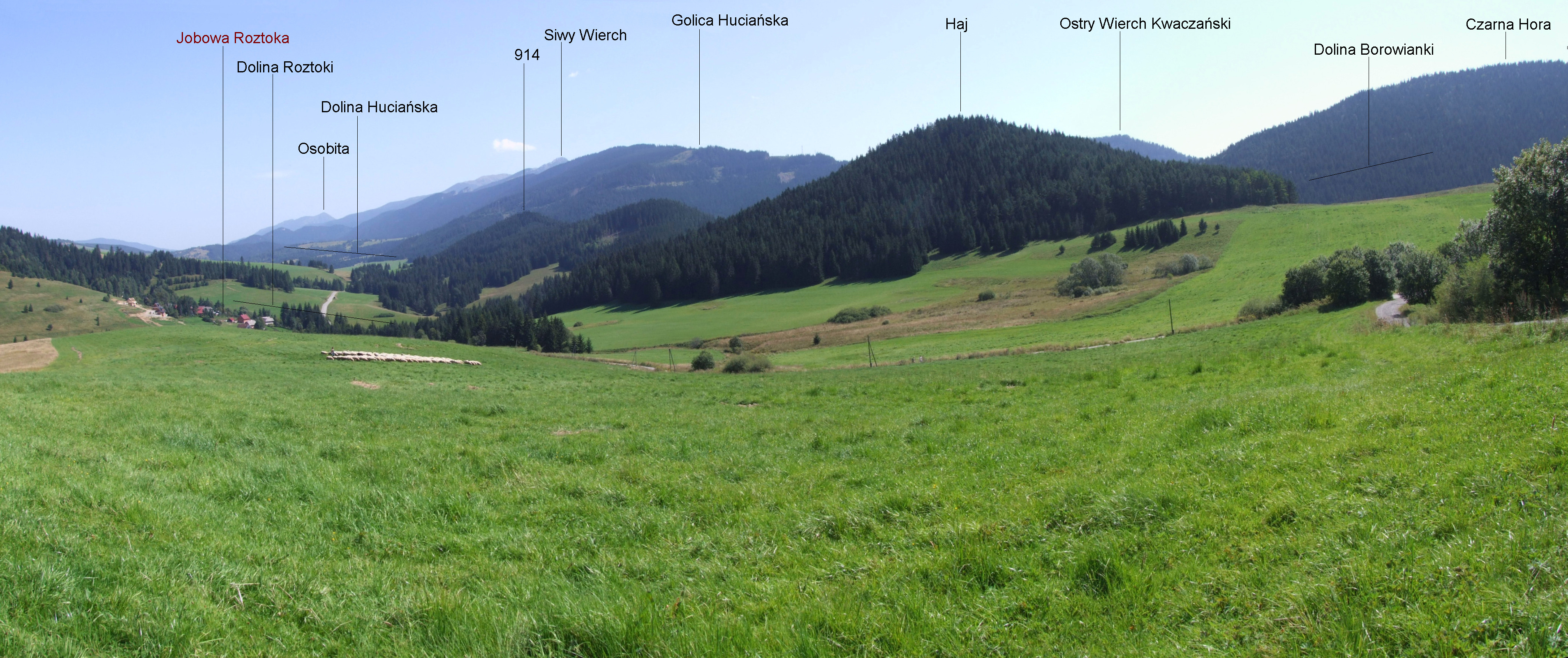
Dolina Borowianki

Borowianka (słow. Borovianka) – potok w północnej Słowacji, prawy dopływ Hucianki (górna część Kwaczanki). Długość 4,2 km. Po raz pierwszy występuje w publikacji w 1876 jako Velki Borovjarek (forma Velki Borovjarek lub Veľký Borovjarok jest zniekształceniem wariantu Veľký Boroviansky potok).
Ma źródła na wysokości ok. 970 m n.p.m. na południowo-wschodnich zboczach wzniesienia Diel znajdującego się na Pogórzu Orawskim. Zasilany jest przez kilka niewielkich potoków spływających z grzbietu Sekané, łączącego Pogórze Orawskie z Górami Choczańskimi. Początkowo spływa w kierunku północno-wschodnim, a przy pierwszych zabudowaniach wsi Wielkie Borowe zmienia kierunek na południowo-wschodni. Spływa Doliną Borowianki przez miejscowość Wielkie Borowe. W dolnej części tej miejscowości napotykając wzniesienie Čierna hora zmienia kierunek na wschodni - północno-wschodni i w Obłazach na wysokości około 750 m n.p.m. uchodzi do Hucianki (na słowackiej mapie opisanej jako Kwaczanka).
Prawe zbocza Borovianki należą do Gór Choczańskich. Są to stoki Prosiecznego i Czarnej Hory. Zbocza lewe tworzy grzbiet należący już do Pogórza Orawskiego oraz Haj. Borowianka tylko w górnej części płynie na podłożu fliszowym, większa część jej biegu natomiast znajduje się na podłożu skał węglanowych, na których występują zjawiska krasowe – m.in. zanikanie jej wód na powierzchni. Wskutek tego w środkowej i dolnej części łożysko Borowianki jest zazwyczaj suche, woda płynie nim powierzchniowo tylko po większych opadach, stale występuje tylko w niektórych miejscach. Natomiast powyżej Obłazów od razy wypływa dużym wywierzyskiem. Na dolnym swoim odcinku powyżej Obłazów Borowianka wyżłobiła w wapiennym podłożu głęboki wąwóz zwany Wąwozem Borowianki (tiesňava Borovianky). Na dnie tworzy liczne kaskady, wodospady i kotły eworsyjne. Ta dolna część biegu Borowianki znajduje się w ścisłym rezerwacie przyrody Kvačianska dolina.
Wzdłuż łożyska Borowianki prowadzi niebieski szlak turystyczny

## Szlak turystyczny
niebieski: Obłazy – Dolina Borowianki – Wielkie Borowe – Svorad